# Parabole (Ancien Testament)
Pour les articles homonymes, voir Parabole (homonymie).
Une parabole est un récit allégorique présentant dans la Bible hébraïque (ou Ancien Testament) une courte histoire de la vie quotidienne pour illustrer un enseignement religieux, souvent à portée morale.
Traditionnellement le judaïsme en retient cinq : la  brebis de Nathan,  le fils survivant, le prisonnier évadé, le vignoble gaspillé (Ésaïe 05:01 b-6) et l'habileté de l'agriculteur ; sauf dans cette dernière, les morales y sont clairement explicitées.